# Dicée à poitrine grise
Pachyglossa proprium
Espèce
Statut de conservation UICN

 LC  : Préoccupation mineure
Le Dicée à poitrine grise (Pachyglossa proprium) est une espèce de passereaux de la famille des Dicaeidae.

## Répartition
Il est endémique de Mindanao (Philippines).

## Habitat
Il habite les forêts humides tropicales et subtropicales de montagne.
Il est menacé par la perte de son habitat.